# Guillaume Tell (opéra)
Personnages
Pour les articles homonymes, voir Guillaume Tell (homonymie).
Guillaume Tell est un opéra en quatre actes de Gioachino Rossini, sur un livret d'Étienne de Jouy et Hippolyte Bis, aidés d'Armand Marrast et d'Adolphe Crémieux, d'après la pièce de Friedrich von Schiller, elle-même inspirée de la légende suisse. L'œuvre fut jouée pour la première fois le 3 août 1829 dans la salle Le Peletier à l'Opéra de Paris, en langue française. Traduit en italien sous le titre de Guglielmo Tell, la première est donnée à Lucques en 1831, les quatre actes furent réduits à trois. La première londonienne, en langue anglaise, a lieu au Drury Lane en 1830.
C'est le dernier opéra de Rossini. Il s'éloigne de la tradition du bel canto proprement rossinienne pour se tourner vers une grande fresque historique inspirée de Schiller plutôt que de s'inscrire, comme on aurait pu s'y attendre, dans la veine du grand opéra à la française qu'illustrent alors Meyerbeer, Halévy ou Auber. Si l'ouverture est sans nul doute la pièce la plus célèbre de cet opéra et, pour cette raison, souvent donnée seule dans le cadre de concerts, l'ensemble de l'œuvre a connu de nombreuses représentations un peu partout dans le monde, et encore aujourd'hui, notamment dans sa version originale en français.

## Historique

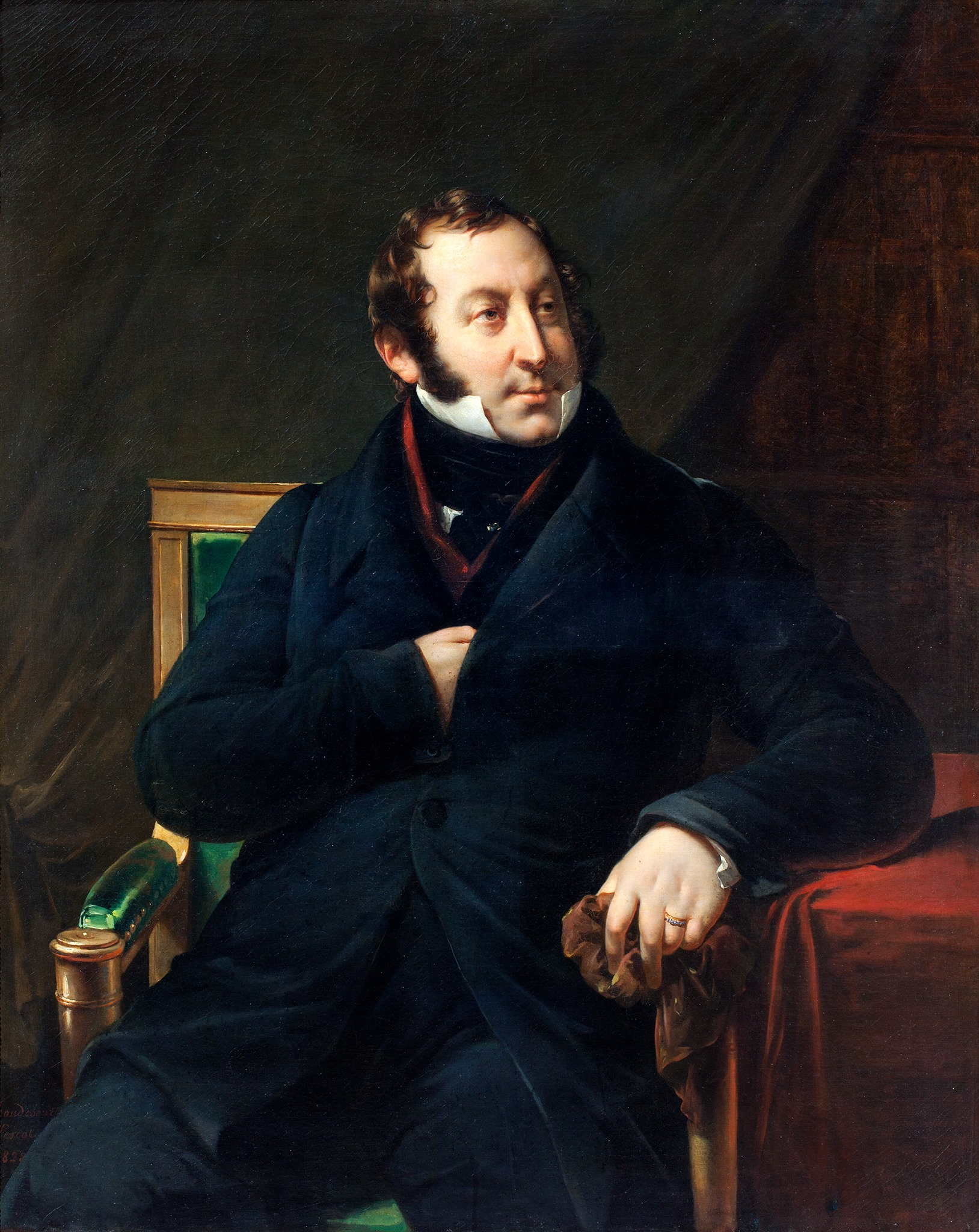
Gioachino Rossini peint par Hortense Haudebourt-Lescot à Paris en 1828, l'année où il a commencé à composer Guillaume Tell

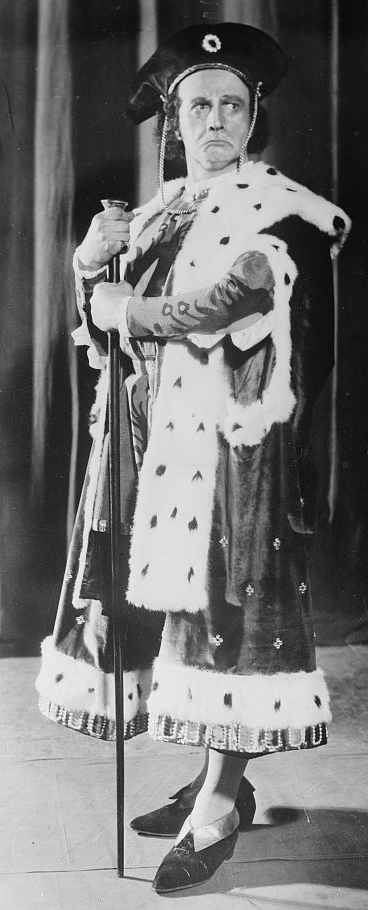
Adamo Didur dans Guillaume Tell (rôle de Gesler).

Diverses raisons, dont notamment la longueur de l'opéra — plus de 4 heures sans coupure — ont conduit à un inégal succès de cette dernière œuvre de Rossini au fil des ans et des lieux. Et l'opéra a souvent subi d'importantes coupures pour être monté.
Dans certains pays, ce sont les préoccupations politiques qui ont ralenti le succès de l'opéra. Ainsi, en Italie, l'œuvre, qui valorisait une figure révolutionnaire contre l'autorité, rencontra des difficultés auprès de la censure italienne. Le Teatro San Carlo eut l'opéra à son affiche en 1833, ensuite l'opéra fut ignoré pendant 50 ans. La première série de représentations à Venise, au Teatro La Fenice, ne débute qu'en 1856.
Guillaume Tell a eu davantage de succès à l'opéra de la Cour de Vienne qui en donna jusqu'à 422 représentations entre les années 1830 et 1907.
Sous le nom de Hofer, ou le Tell du Tyrol, l'opéra fut joué pour la première fois au Drury Lane de Londres le 1er mai 1830, en langue anglaise, puis en 1839 au Majesty's Theatre en italien et enfin à Covent Garden, en français, en 1845.
À New York, Guillaume Tell fut présenté pour la première fois le 19 septembre 1831. Il fut repris au Metropolitan Opera en 1923 avec Rosa Ponselle et Giovanni Martinelli, pour n'y revenir qu'en 2016. Dans les années 1930, Guillaume Tell fut également repris à Milan, Rome, Paris, Berlin et Florence.
Si le public parisien eut l'occasion d'applaudir 911 fois l'œuvre représentée sur scène jusqu'en 1932, elle connut ensuite une longue éclipse jusqu'en 2003, où l'Opéra de Paris la donne à nouveau dans une mise en scène de Francesca Zambello et sous la direction de Bruno Campanella, avec l'Arnold de Marcello Giordani et le Guillaume Tell de Thomas Hampson.
Le festival Rossini de Pesaro le donne pour la première fois en août 1995, avec le Guillaume Tell de Michele Pertusi et l'Arnold de Gregory Kunde.
En 1973, EMI réalise un enregistrement de référence sous la direction de Lamberto Gardelli avec Gabriel Bacquier, Nicolai Gedda et Montserrat Caballé.
Quelques autres représentations importantes ont lieu à cette époque, notamment à Florence (1972), Genève (1979, 1991), La Scala (1988), le théâtre des Champs-Élysées (1989), Covent Garden (1990).
C'est ensuite le concert et l'enregistrement d'une intégrale dans les studios de l'auditorium de la Santa Cecilia, en 2010, à Rome sous la direction d'Antonio Pappano, qui permettra la sortie d'un CD avec Gerald Finley, John Osborn et Malyn Byström.
Ces dernières années, le festival de Pesaro donne à nouveau Guillaume Tell dans son édition de 2013, avec Juan Diego Flórez dans le rôle d'Arnold, Nicola Alaimo dans celui de Guillaume et Marina Rebeka en Mathilde. L'opéra est régulièrement donné sur la plupart des grandes scènes et le Théâtre des Champs-Élysées en donne une version concert, en 2015 après quelques représentations scéniques à Monte Carlo, avec Nicola Alaimo, Celso Albello et Annick Massis, le Royal Opera House reprend en 2015, la distribution de l'intégrale enregistrée et dirigée par Antonio Pappano, dans une mise en scène de Damiano Michieletto, filmée et diffusée dans de nombreux cinémas. Pour fêter leurs 150 ans, les Chorégies d'Orange décident en 2019, de monter également l'œuvre dans une mise en scène de Jean-Louis Grinda. Puis c'est l'opéra de Lyon qui confie au metteur en scène Tobias Kratzer une nouvelle série de représentations sous la direction de son directeur musical Daniele Rustioni en 2019. Fin 2021, l'opéra de Marseille propose à son tour un Guillaume Tell mis en scène par Louis Désiré avec Enea Scala et Alexandre Duhamel.

## Argument
Au XIVe siècle, tandis que Guillaume Tell rassemble les Suisses contre les Autrichiens, une intrigue amoureuse nait entre le patriote Arnold et l'Autrichienne Mathilde.

### Acte I
Les montagnards vaquent à leurs occupations tandis qu'un pêcheur pousse la romance dans sa barque, que Guillaume Tell rêve de secouer le joug des Autrichiens, le vieux Melchtal et son fils Arnold secrètement amoureux de la princesse Mathilde de Habsbourg. Une cérémonie de mariage est troublée par l'arrivée du berger Leuthold, que traquent les hommes d'armes du bailli Gessler : il a pris la défense de sa fille, menacée par un des soudards ; malgré l'orage qui menace, Guillaume s'embarque avec lui sur le bateau du pêcheur et ils échappent ainsi aux soldats autrichiens. Ayant refusé de dénoncer le protecteur de Leuthold, Melchtal est arrêté.

### Acte II
Mathilde s'est éloignée de ses compagnons de chasse et chante son amour pour Arnold. Celui-ci la rejoint et ils décident de se marier le soir même dans une chapelle voisine. Mathilde rejoint la chasse tandis qu'Arnold est rejoint par Guillaume et à son compagnon d'armes Walter, qui lui rappellent son devoir de patriote suisse et lui révèlent la mort de son père, Melchtal. Finalement, au lieu de s'unir à Mathilde, Arnold rejoindra les conjurés suisses.

### Acte III
Une fête se déroule sur la place d'Altdorf, où Gessler humilie les Suisses en les obligeant à saluer son chapeau planté sur un mât. Guillaume ayant refusé, Gessler lui enjoint de prouver son adresse en transperçant d'une flèche une pomme placée sur la tête de son fils, Jemmy ; il sort victorieux de l'épreuve mais il ne cache pas à Gessler que s'il avait manqué son coup, une seconde flèche lui était destinée. Gessler fait arrêter le père et le fils mais l'intervention de Mathilde sauve Jemmy et seul Tell est embarqué sur le lac à destination de Kussnacht.

### Acte IV
Arnold se prépare au combat par un pèlerinage à sa maison natale. Hedwige, la femme de Tell, suit des yeux le bateau qui emmène Guillaume en prison et dont celui-ci parvient à prendre le gouvernail, en pleine tempête. Guillaume saute à terre mais il est rejoint par Gessler, qu'il abat au moment où celui-ci débarque à son tour. L'heure de la liberté a sonné pour les Suisses.

## Personnages

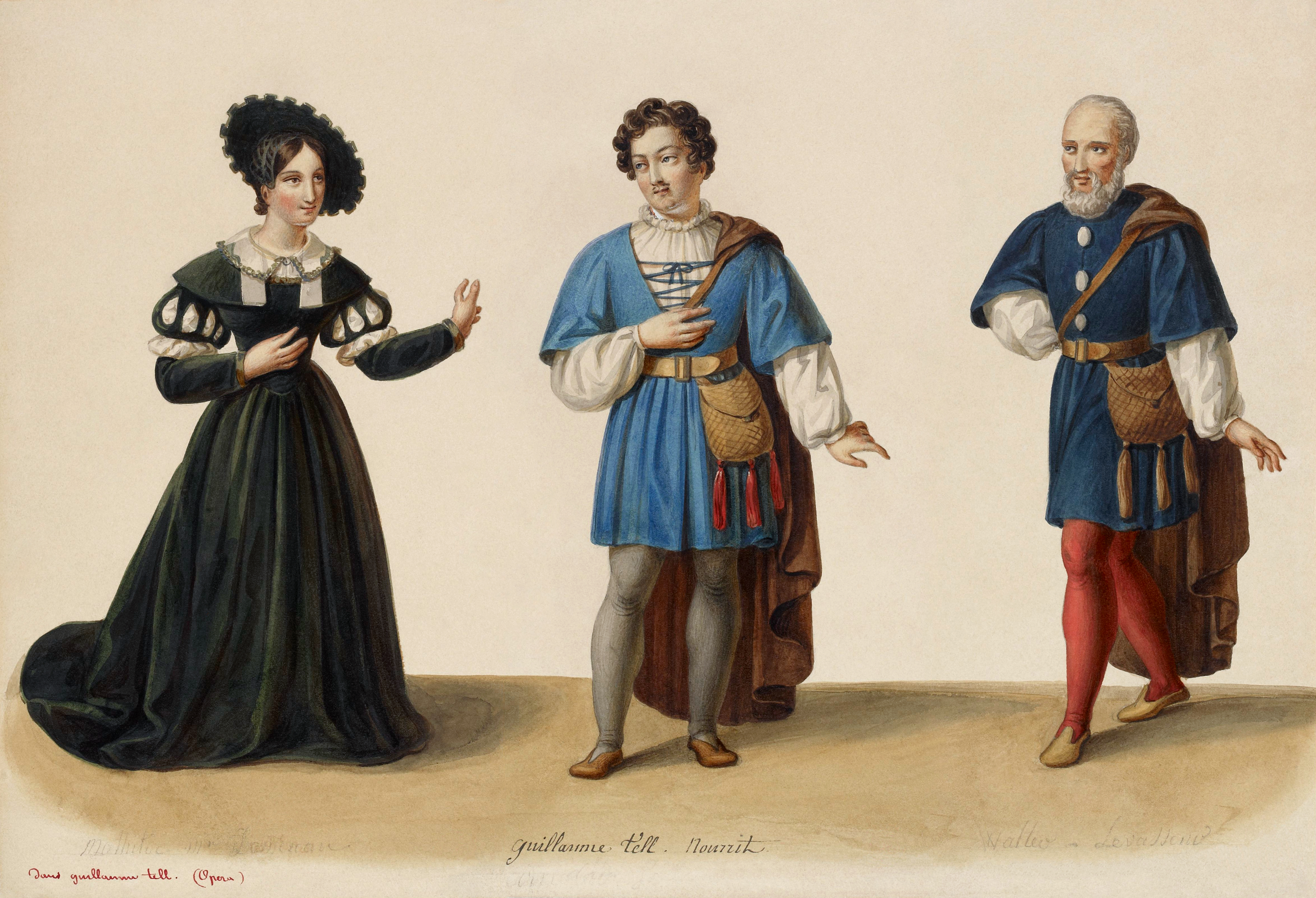
Costumes réalisés par Eugène Du Faget pour la première de Guillaume Tell. Laure Cinti-Damoreau est Mathilde, Adolphe Nourrit est Melchtal et Nicolas-Prosper Levasseur Walter Furst.

- Guillaume Tell : Henry-Bernard Dabadié (baryton)
- Hedwige : Mlle Mori, son épouse (soprano)
- Jemmy : Louise-Zulme Dabadié, leur fils (soprano)
- Gessler : Alexandre Prévost, gouverneur (basse)
- Mathilde : Laure Cinti-Damoreau, sœur de Gessler (soprano)
- Arnold : Adolphe Nourrit, prétendant de Mathilde (ténor)
- Melchthal : M. Bonnel, père d'Arnold (basse)
- Rodolphe : Jean-Étienne Massol, capitaine dans la garde de Gessler (ténor)
- Walter Furst : Nicolas-Prosper Levasseur (basse)
- Leuthold : Ferdinand Prévôt, un berger (basse)
- Ruodi : Pierre-August Dupont, un pêcheur (ténor)

## L'ouverture
Seule l'ouverture, pièce de choix dans un concert, est fréquemment exécutée de nos jours. Avec celle du Barbier de Séville, de Semiramide, ou encore de La Pie voleuse, c'est en effet une des meilleures ouvertures du compositeur grâce à ces moments de calme et de douceur contrastant avec des instants violents ou de fougue impétueuse. L'allegro vivace final de l'ouverture est extrêmement célèbre (utilisé par exemple dans Orange mécanique ou dans des publicités).

## Grands airs
- Ouverture
- « Ah, Mathilde, je t'aime et je t'adore »(Arnold, act 1)
- « Sombre forêt » (Mathilde, act 2)
- « Oui, vous l'arrachez à mon âme » (Mathilde, Arnold, act 2)
- « Quand l'Helvétie est un champ de supplice... Ses jours qu'ils ont osé proscrire... Embrasons-nous d'un saint délire » (Tell, Arnold, Walter, act 2)
- « Pour notre amour... Sur la rive étrangère » (Mathilde, act 3)
- « Sois immobile » (Tell, act 3)
- « Asile héréditaire... Amis, amis, secondez ma vengeance »(Arnold, act 4)

## À noter
- L'œuvre, lorsqu'elle est donnée intégralement, dure plus de six heures comme les représentations programmées lors du festival de Pesaro dans les années 1990. Cette durée concerne la représentation totale, incluant les entractes. La partition elle-même ne dure que quatre heures trente, si l'on tient compte de la totalité des scènes de ballet.
- Dirigeant lui-même l'intégralité de son opéra, Rossini s'est adressé aux musiciens en leur disant : « Il n'y a pas une minute à perdre ! »

## Discographie et vidéographie

### Guillaume Tell en version originale française
| Année | Guillaume Tell, Arnold Melchtal, Walter Furst, Jemmy, Hedwige, Gessler, Mathilde, Ruodi, Rodolphe, Leuthold                                                        | Direction musicale Théâtre, orchestre                                                                                   | Label                                                   |
| ----- | --- | --- | ------------------------------------------------------- |
| 1972  | Gabriel Bacquier, Nicolai Gedda, Kolos Kováts, Mady Mesplé, Jocelyne Taillon, Louis Hendrikx, Montserrat Caballé, Charles Burles, Ricardo Cassinelli, Leslie Fyson | Lamberto Gardelli, Royal Philharmonic Orchestra, Ambrosian Opera Chorus                                                 | Audio CD: EMI CMS Cat: 7 69951–2; Angel Cat: CDMD 69951 |
| 1998  | Thomas Hampson, Giuseppe Sabbatini, Wojtek Smilek, Dawn Kotoski, Michaela Ungureanu, Egils Silins, Nancy Gustafson, Mathias Zachariassen, John Dickie, Yu Chen     | Fabio Luisi, Chorus and Orchestra of the Vienna State Opera enregistrement live du 24 octobre, incomplete)              | Audio CD: Orfeo d'Or Cat: C640 0530                     |
| 2011  | Gerald Finley, John Osborn, Matthew Rose, Elena Xanthoudakis, Marie-Nicole Lemieux, Carlo Cigni, Malin Byström                                                     | Antonio Pappano, Orchestre et Chœurs de l' Accademia Nazionale di Santa Cecilia, incomplete                             | Audio CD: EMI, Cat:                                     |
| 2013  | Andrew Foster Williams, Michael Spyres, Nahuel Di Pierro, Tara Stafford, Alessandra Volpe, Raffaele Facciolà, Judith Howarth                                       | Antonino Fogliani, Virtuosi Brunensis, Bach Chamber Choir Poznań, (Première version intégrale sans coupure enregistrée) | Audio CD NAXOS 8.660363-66,                             |
| 2015  | Nicola Alaimo, Juan Diego Flórez, Simon Orfila, Amanda Forsythe, Veronia Sieoni, Luca Tittoto, Marina Rebeka, Celso Albelo, Alessandro Luciano, Wojtek Gierlach    | Michele Mariotti, Teatro Comunale di Bologna orchestra and chorus, Graham Vick, mise en scène                           | Video DVD Decca Records Cat:0743871                     |
| 2017  | Gerald Finley, John Osborn, Alexander Vinogradov, Sofia Fomina, Enkelejda Shkosa, Nicolas Courjal, Malin Byström, Enea Scala, Michael Colvin, Samuel Dale Johnson  | Antonio Pappano, The Royal Opera orchestra et chœurs, Damiano Michieletto, mise en scène                                | DVD:Opus Arte Cat:OABD7195D                             |

### En traduction italienne Guglielmo Tell
| Année  | Distribution Guglielmo Tell, Arnoldo, Valter, Melchtal, Jemmy, Eduige, Gessler, Matilde, Ruodi, Rodolfo, Leutoldo                                                                               | Direction musicale Théâtre et orchestre                                                                                                 | Label |
| ------ | --- | --- | --- |
| 1952   | Giuseppe Taddei, Mario Filippeschi, Giorgio Tozzi, Plinio Clabassi, Graziella Sciutti, Miti Truccato Pace, Fernando Corena, Rosanna Carteri, Tommaso Soley, Antonio Pirino, Mario Zorgniotti    | Mario Rossi, Orchestre et Chœur de la Radio Italienne, Milan (enregistrement de la représentation avec coupures, retransmise le 8 Mars) | Audio CD: Warner Fonit Cat: 8573 87489-2                                                                                       |
| 1956   | Dietrich Fischer-Dieskau, Gianni Jaia, Giuseppe Modesti, Ivan Sardi, Jolanda Mancini, Giannella Borelli, Enrico Campi, Anita Cerquetti, Tommaso Soley, Antonio Pirino, Sergio Nicolai           | Mario Rossi, Orchestre et Chœurs de la Radio Italienne, Milan (retransmission du 5 septembre)                                           | Audio CD: Myto Cat: 3MCD 001 212; Andromeda Cat: ANDRCD 5045                                                                   |
| 1965   | Giangiacomo Guelfi, Gianni Raimondi, Paolo Washington, Bruno Marangoni, Leyla Bersiani, Anna Maria Rota, Silviano Pagliuca, Leyla Gencer, Enrico Campi                                          | Fernando Previtali, Orchestre et Chœurs du Teatro di San Carlo, Naples (enregistrement en direct du 11 décembre)                        | Audio CD: Great Opera Performances Cat: G.O.P. 715; Opera d'Oro Cat: OPD 1461                                                  |
| 1972   | Norman Mittelmann, Nicolai Gedda, Mario Rinaudo, Agostino Ferrin, Flora Rafanelli, Maria Casula, Luigi Roni, Eva Marton, Vittorio Terranova, Dino Formichini, Giorgio Giorgetti                 | Riccardo Muti, Maggio Musicale Fiorentino Orchestre et Chœurs, Florence                                                                 | CD: Gala Records, Cat: 100616                                                                                                  |
| 1978-9 | Sherrill Milnes, Luciano Pavarotti, Nicolai Ghiaurov, John Tomlinson, Della Jones, Elizabeth Connell, Ferruccio Mazzoli, Mirella Freni, Piero di Palma, Cesar Antonio Suarez, Richard van Allan | Riccardo Chailly, National Philharmonic Orchestra, Ambrosian Opera Chorus                                                               | Audio CD: Decca (London) Cat: 417 154–2; Decca Cat: 475 7723                                                                   |
| 1988   | Giorgio Zancanaro, Chris Merritt, Giorgio Surjan, Franco De Grandis, Amelia Felle, Luciana D' Intino, Luigi Roni, Cheryl Studer                                                                 | Riccardo Muti, Orchestre et Chœurs du Teatro alla Scala, Milan (Enregistrement en direct en décembre)                                   | Audio CD: Philips Cat: 422-391-2; DVD: Image Entertainments Cat: ID 4357 ; Opus Arte Cat: OA LS 3002 D; Opus Arte Cat: OA 3001 |

### En traduction allemande, Wilhelm Tell
| Année | Distribution de Wilhelm Tell, Arnold, Melchtal, Jemmy, Hedwig, Ruodi, Matilda                                                  | Direction musicale, Théâtre et orchestre             | Label                       |
| ----- | --- | ---------------------------------------------------- | --------------------------- |
| 1953  | Theodor Horand, Gert Lutze, Hellmuth Kaphahn, Margarete Hahnkamm, Elisabeth Holtkamp, Heinz Holzke, Annaliese Schubert-Heuhaus | Herbert Kegel, Leipzig Symphony Orchestra and Chorus | Audio CD: Walhall Cat: 0239 |

## Utilisation dans d'autres œuvres
- L'ouverture de l'opéra est utilisée comme générique dans l'émission Carrefour de Lodéon diffusée sur France Inter et sur France Musique.
- Les premières notes de cet opéra sont utilisées depuis 1923 comme signal acoustique des cars postaux suisses.
- Offenbach a parodié le trio du second acte « Quand l'Helvétie est un champ de supplices » dans son opéra-bouffe La Belle Hélène (trio patriotique).
- La sonate d'ouverture est le thème d'introduction du jeu Day of the Tentacle de LucasArts.
- Dmitri Chostakovitch fait une allusion à l'ouverture de l'opéra et notamment à sa dernière partie dans l'allegretto de sa 15esymphonie.
- Utilisée également en 2016, dans une publicité Apple pour le nouveau Macbook Pro : Ideas push the world forward.
- Le groupe de heavy metal américain Manowar fait une reprise partielle de ce morceau sur son premier album Battle Hymns (1982), entièrement joué à la basse sur un tempo considérablement accéléré ; le morceau est pour l'occasion rebaptisé William's Tale.

### Au cinéma
- Une version courte (moins de deux minutes) du 4e mouvement est reprise dans le film Orange mécanique de Stanley Kubrick. Elle est arrangée pour synthétiseur par Wendy Carlos.
- L'ouverture figure dans le film Lone Ranger: Naissance d'un héros (The Lone Ranger) de Gore Verbinski.
- De nombreux dessins animés ont également repris des extraits de cet opéra, notamment Walt Disney dans :
  - Des arbres et des fleurs (1932) ;
  - La Fanfare (1934).
- L'ouverture est utilisée dans le film Les Bidasses en folie ;
- L'ouverture est jouée au cours de la finale du concours dans le film Les Virtuoses (1996) de Mark Herman.